# El Durazno, Mixquiahuala de Juárez
El Durazno är en ort i Mexiko.   Den ligger i kommunen Mixquiahuala de Juárez och delstaten Hidalgo, i den sydöstra delen av landet, 90 km norr om huvudstaden Mexico City. El Durazno ligger 2 018 meter över havet och antalet invånare är 127.
Terrängen runt El Durazno är kuperad åt nordost, men åt sydväst är den platt. Runt El Durazno är det tätbefolkat, med 308 invånare per kvadratkilometer. Närmaste större samhälle är San Salvador, 14,9 km öster om El Durazno. Trakten runt El Durazno består till största delen av jordbruksmark.